# Westerstetten
Westerstetten là một đô thị ở huyện Alb-Donau ở bang Baden-Württemberg thuộc nước Đức. Đô thị này có diện tích 13,1 km², dân số thời điểm 31 tháng 12 năm 2020 là 2214 người.